# Дом под жестью
Дом под жестью (пол. Kamienica Pod Blachą) — историческое здание, архитектурный памятник, находящийся на Главной рыночной площади, 29 в краковском районе Старый город, Польша. Здание внесено в реестр охраняемых памятников Малопольского воеводства (№ А-163).
Дом был построен в XV веке. До настоящего времени на портале здания сохранились готические архитектурные элементы. Позднее на фасад здания была добавлена лепнина, автором которой был Бальтазар Фонтана. Последняя реконструкция дома проводилась в XIX веке.
В XVI веке здание принадлежало семье краковского промышленника Фишаузера, который владел шахтами в Олькуше. Фишаузер покрыл крышу дома медной жестью, которой дом получил своё наименование. Последующие владельцы дома Липницкие прославились своей расточительностью, продав медную жесть, от чего некоторое время дом в насмешку назывался «Домом без жести».